# František Hrúzik
František Hrúzik (* 1. Mai 1927 in Topoľčianky; † 9. August 2021 in Bratislava) war ein tschechoslowakischer Vielseitigkeitsreiter.

## Karriere
František Hrúzik begann im Alter von 14 Jahren mit dem Reitsport, konzentrierte sich dabei allerdings zunächst auf den Pferderennsport. 1957 wechselte er zum Vielseitigkeitsreiten und zur Dressur. Als mehrfacher tschechoslowakischer Meister nahm er bei den Olympischen Sommerspielen 1960 in Rom auf seinem Pferd Omen im Vielseitigkeitsreiten teil, konnte jedoch den Wettkampf nicht beenden. Bis zu seinem 42. Lebensjahr nahm Hrúzik an internationalen Wettkämpfen teil. Auch danach war er, bis er 85 Jahre alt war, als Reiter aktiv.
2017 wurde er vom Slovenský olympijský a športový výbor mit einer Goldmedaille für seine sportlichen Verdienste ausgezeichnet.